# Astrogorgia arborea
Astrogorgia arborea is een zachte koraalsoort uit de familie Plexauridae. De koraalsoort komt uit het geslacht Astrogorgia. Astrogorgia arborea werd in 1909 voor het eerst wetenschappelijk beschreven door Thomson & Simpson. 